# -純情-
「-純情-」（じゅんじょう）は、日本のバンドTUBEの26枚目のシングルである。1998年4月22日発売。発売元はソニー・ミュージックレコーズ。

## 概要
- 前作から8ヶ月ぶりとなるシングル。
- PVが制作されているが商品化には至っていない。

## 収録曲
| 全作詞: 前田亘輝、全作曲: 春畑道哉、全編曲: TUBE。 |                                 |          |            |      |
| #                                                  | タイトル                        | 作詞     | 作曲・編曲 | 時間 |
| 1.                                                 | 「-純情-」                      | 前田亘輝 | 春畑道哉   | 3:55 |
| 2.                                                 | 「罠 wanna」                    | 前田亘輝 | 春畑道哉   | 4:41 |
| 3.                                                 | 「-純情- (Original Karaoke)」   | 前田亘輝 | 春畑道哉   | 3:55 |
| 4.                                                 | 「罠 wanna (Original Karaoke)」 | 前田亘輝 | 春畑道哉   | 4:41 |
| 合計時間:                                          | 合計時間:                       | 17:12    |            |      |

## 収録アルバム
- HEAT WAVER (#1,2)
- TUBEst III (#1)
- 35年で35曲 “夏と恋” ～夏の数だけ恋したけど～（#1、リミックス）
- All Singles TUBEst -Blue- (#1)

## タイアップ
-純情-
- クラフト「切れてるチーズ」CMソング

罠 wanna
- ポーラ化粧品「サザンコールアクト」CMソング